# Coltan
El coltan és el nom genèric que reben els minerals de les famílies de la columbita i la tantalita, els quals presenten dificultat a l'hora de distingir-los sense unes anàlisis químiques sofisticades. Del coltan, de color metàl·lic apagat, s'extreu el metall tàntal, que presenta una gran resistència a la calor (es fon als 2.996 °C) i a la corrosió.
El tàntal també té la capacitat d'emmagatzemar càrrega elèctrica temporal i alliberar-la quan es necessita. Per això, el tàntal provenint del coltan s'usa en la producció de condensadors electrolitics. Aquests són utilitzats en gairebé la totalitat de dispositius electrònics: telèfons mòbils, aparells GPS, televisions de plasma, ordinadors portàtils, aparells PDA i MP3, míssils balístics o coets espacials, entre d'altres.
El niobi té utilitat en la fabricació d'acers, sobretot els inoxidables que han d'aguantar altes temperatures, com ara els dels motors de reacció. També es fa servir en la fabricació d'imants superconductors per a ressonàncies magnètiques.

## Producció mundial
El principal productor de coltan és Austràlia, amb el 10% de les reserves mundials. També existeixen reserves provades o en explotació al Brasil amb el 5%, Tailàndia amb un altre 5% i a la regió dels Grans Llacs Africans (República Democràtica del Congo), aquesta última amb una estimació del 80% de les reserves mundials, en una zona denominada Kivu. Tot i això, al 2006, aquesta regió representava només un 1% de la producció mundial. Segons informes d'agències i de la premsa internacional, l'exportació de coltan ha ajudat a finançar diversos bàndols de la Segona Guerra del Congo, un conflicte amb un balanç aproximat d'uns 4 milions de morts. Actualment, Ruanda i Uganda estan exportant a Occident coltan robat del Congo, principalment cap als Estats Units i Mongòlia, on s'utilitza gairebé exclusivament en la fabricació de condensadors electrolítics de tàntal.
Cap a l'any 2007, es va posar de manifest un problema addicional que podria tenir conseqüències greus relacionades amb l'explotació artesanal del coltan a la República del Congo i que està directament relacionat amb les paragènesis minerals típiques d'aquest jaciment. Elements com l'urani, el tori i el radi, entre d'altres, poden aparèixer formant fases minerals exòtiques, associades al coltan, o estar fins i tot presents en la mateixa estructura cristal·lina de la columbita i tantalita. En la revista Journal of Radiological Protection, científics del Departament de Física i de l'Institut de Ciències Nuclears de la Universitat de Nairobi van evidenciar dosis de radiació en els treballadors congolesos que es dediquen de forma artesanal a l'extracció de coltan de fins a 18 Sv a l'any. Així mateix, s'ha erradicat el 90% de la població de goril·les de la zona, i s'ha minvat greument la població d'elefants a conseqüència de la caça indiscriminada i la desforestació dels seus hàbitats naturals per obtenir aquest mineral.
De moment, alguns fabricants d'electrònica, dins de les seves polítiques de responsabilitat social corporativa, ja exigeixen als seus proveïdors que el coltan no provingui del Congo, tal com va sol·licitar el 2001 l'ONU. És el cas de Nokia o Apple, que neguen que el seu coltan i altres minerals com el cobalt procedeixin de conflictes il·legals.
S'estan explorant futures mines que podrien ser actives en el futur; ordenades per la seva magnitud són: Aràbia Saudita, Egipte, Groenlàndia, República Popular de la Xina, Moçambic, Canadà, Austràlia, els EUA, Finlàndia i Brasil.

## Ús i demanda
El coltan s'utilitza principalment per a la producció de condensadors de tàntal, utilitzats en alguns dispositius electrònics. Algunes fonts mencionen la importància del coltan en la producció de dispositius mòbils, però això no és més que una simplificació dels condensadors de tàntal que són utilitzats en diferents tipus de dispositius electrònics.
També s'utilitza en aliatges d'alta temperatura per a les turbines basades en aire i terra.
L'abundància dels productes electrònics en la darrera dècada va donar lloc a un màxim de consum a finals de l'any 2000, amb una durada d'uns mesos. El 2005 el preu era baix en comparació amb el del 2000.

El Servei Geològic dels Estats Units estima que la capacitat de producció de tàntal podria satisfer la demanda mundial, que creix un 4% cada any, almenys fins a l'any 2013.

## Perspectives antropològiques
Antropologia i República Democràtica del Congo
Els antropòlegs tenen una comprensió única de coltan a través de treball de camp realitzat al Congo, on alguns antropòlegs han tingut l'oportunitat d'estudiar i parlar amb les persones que treballen al voltant de les mines a través del mètode de l'observació participant.

### Maledicció dels recursos
Els països rics en recursos com el Congo s'han vist afectats per la "maledicció dels recursos». La "maledicció dels recursos" s'utilitza per descriure la situació en la qual els països que són rics en recursos tenen un desenvolupament econòmic més pobre que els països que compten amb menys recursos. Aquest fenomen no permet als congolesos tenir un desenvolupament equilibrat i sostingut. Així mateix, indica que hi ha una clara relació entre la riquesa de recursos "i la probabilitat d'escàs desenvolupament democràtic, la corrupció i la guerra civil."

### Era digital
El coltan és un component de molts productes digitals com ara telèfons mòbils. L'era digital ha fet que les qüestions relatives a les relacions de poder i la violència entre persones del Congo i la resta del món passin a ser més desiguals que abans. Un exemple de les relacions de poder desiguals va ser a finals de l'any 2000, quan hi va haver una gran demanda de Sony PlayStation 2. Aquesta demanda va fer que el preu del coltan augmentés molt en molt poc temps i després, quan la demanda de coltan per a la videoconsola va baixar molt, també ho va fer el preu del coltan. L'augment dels preus del coltan havia provocat un increment de la violència a l'est del Congo.

### Mineria

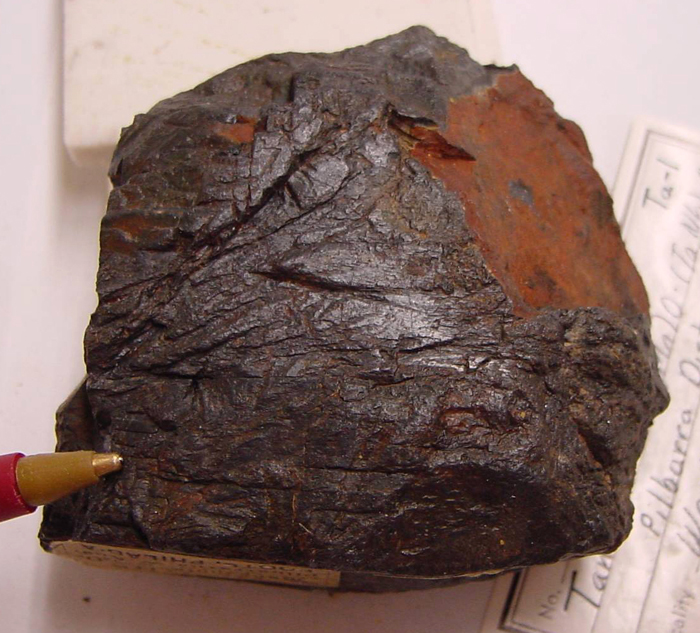
Tàntal provinent de coltan
(FeMn)O-(TaNb)₂O₆.

Per a les persones que viuen al Congo, la mineria és la font més fàcil d'ingrés disponible, ja que el treball és constant i regular, encara que només sigui per 1$ al dia. Les mines estan organitzades per grups corruptes de milícies. Hi ha poques eines disponibles per als congolesos per extreure de manera eficient el coltan i, per tant, aquest s'extreu sense els procediments de seguretat necessaris. A més, molts dels miners no tenen formació ni experiència. Els miners de coltan han esdevingut treballadors que poden mantenir-se a ells mateixos en una zona en conflicte, en la qual el govern pràcticament no actua.